# La Marolle-en-Sologne
La Marolle-en-Sologne – miejscowość i gmina we Francji, w Regionie Centralnym, w departamencie Loir-et-Cher.
Według danych na rok 1990 gminę zamieszkiwało 439 osób, a gęstość zaludnienia wynosiła 17 osób/km² (wśród 1842 gmin Regionu Centralnego La Marolle-en-Sologne plasuje się na 728. miejscu pod względem liczby ludności, natomiast pod względem powierzchni na miejscu 467.).